# Volley Milano 2017-2018
Questa voce raccoglie le informazioni riguardanti il Volley Milano nelle competizioni ufficiali della stagione 2017-2018.

## Stagione
Nella stagione 2017-18 il Volley Milano assume la denominazione sponsorizzata di Gi Group Monza.
Partecipa per la settima volta alla Superlega; chiude la regular season di campionato al decimo posto in classifica, qualificandosi per i play-off 5º posto, che vince, battendo in finale il Padova.
In Coppa Italia è eliminata ai quarti di finale dalla Trentino.

## Organigramma societario
Area direttiva
- Presidente: Alessandra Marzari
- Vicepresidente: Alberto Zucchi
- Segreteria generale: Ilaria Conciato
- Team manager: Cesare Capetti
- Direttore sportivo: Claudio Bonati
- Direttore generale: Ilaria Conciato

Area tecnica
- Allenatore: Miguel Ángel Falasca
- Allenatore in seconda: Francesco Cattaneo
- Assistente allenatore: Giuseppe Ambrosio
- Scout man: Danilo Contrario

Area comunicazione
- Ufficio stampa: Giò Antonelli
- Area comunicazione: Dario Keller
- Social media manager: Giovanni Paini, Andrea Torelli

Area marketing
- Ufficio marketing: Federico Zurleni
- Biglietteria: Gianpaolo Martire

Area sanitaria
- Medico: Alessandra Marzari
- Fisioterapista: Edoardo Chimenti
- Preparatore atletico: Daniel Lecouna

## Rosa
| N° | Nome               | Ruolo | Data di nascita   | Nazionalità sportiva |
| -- | ------------------ | ----- | ----------------- | -------------------- |
| 1  | Simone Buti        | C     | 19 settembre 1983 | Italia               |
| 3  | Martins Arasomwan  | C     | 1º gennaio 1995   | Italia               |
| 4  | Donovan Džavoronok | S     | 23 luglio 1997    | Rep. Ceca            |
| 5  | Davide Brunetti    | L     | 5 luglio 1995     | Italia               |
| 6  | Michal Finger      | O     | 2 settembre 1993  | Rep. Ceca            |
| 7  | Kawika Shoji       | P     | 11 novembre 1987  | Stati Uniti          |
| 8  | Brett Walsh        | P     | 19 febbraio 1994  | Canada               |
| 9  | Marco Rizzo        | L     | 2 gennaio 1990    | Italia               |
| 10 | Jake Langlois      | S     | 14 maggio 1992    | Stati Uniti          |
| 11 | Iacopo Botto       | S     | 22 settembre 1987 | Italia               |
| 12 | Jernej Terpin      | S     | 21 giugno 1996    | Italia               |
| 13 | Thomas Beretta     | C     | 18 aprile 1990    | Italia               |
| 14 | Rocco Barone       | C     | 14 dicembre 1987  | Italia               |
| 15 | Simon Hirsch       | O     | 3 aprile 1992     | Germania             |
| 16 | Federico Mazza     | C     | 8 marzo 1996      | Italia               |
| 17 | Oleh Plotnyc'kyj   | S     | 5 giugno 1997     | Ucraina              |

## Mercato
| Acquisti | Acquisti          | Acquisti              | Acquisti   |
| R.       | Nome              | da                    | Modalità   |
| -------- | ----------------- | --------------------- | ---------- |
| C        | Martins Arasomwan | Sangrem               | definitivo |
| C        | Rocco Barone      | Callipo               | definitivo |
| C        | Simone Buti       | Sir Safety Perugia    | definitivo |
| O        | Michal Finger     | Friedrichshafen       | definitivo |
| S        | Jake Langlois     | Brigham Young         | definitivo |
| C        | Federico Mazza    | Libertas Brianza      | definitivo |
| S        | Oleh Plotnyc'kyj  | Lokomotyv Charkiv     | definitivo |
| P        | Kawika Shoji      | Lokomotiv Novosibirsk | definitivo |
| P        | Brett Walsh       | Alberta               | definitivo |

| Cessioni | Cessioni         | Cessioni           | Cessioni   |
| R.       | Nome             | a                  | Modalità   |
| -------- | ---------------- | ------------------ | ---------- |
| P        | Nicola Daldello  | Powervolley Milano | definitivo |
| S        | Christian Fromm  | Arkas              | definitivo |
| S        | Andrea Galliani  | Marconi            | definitivo |
| P        | Nikola Jovović   | Arkas              | definitivo |
| C        | Pieter Verhees   | Callipo            | definitivo |
| O        | Leandro Vissotto | BVC                | definitivo |

## Risultati

### Superlega

#### Girone di andata
| 1ª giornata - 15 ottobre 2017 Palazzetto dello Sport, Monza   | Milano             | 3 - 1 | Argos             | 17-25, 25-17, 25-16, 25-21 |
| 2ª giornata - 22 ottobre 2017 PalaPiantanida, Busto Arsizio   | Powervolley Milano | 3 - 1 | Milano            | 25-20, 25-23, 20-25, 25-21 |
| 3ª giornata - 25 ottobre 2017 PalaPanini, Modena              | Modena             | 3 - 0 | Milano            | 25-22, 25-14, 25-19        |
| 4ª giornata - 29 ottobre 2017 Palazzetto dello Sport, Monza   | Milano             | 1 - 3 | Callipo           | 25-22, 23-25, 23-25, 21-25 |
| 5ª giornata - 1º novembre 2017 PalaEvangelisti, Perugia       | Sir Safety Perugia | 3 - 0 | Milano            | 25-21, 25-16, 25-11        |
| 6ª giornata - 5 novembre 2017 Palazzetto dello Sport, Monza   | Milano             | 3 - 0 | New Mater         | 25-20, 25-21, 26-24        |
| 7ª giornata - 12 novembre 2017 PalaSanLazzaro, Padova         | Padova             | 3 - 1 | Milano            | 25-8, 17-25, 36-34, 25-22  |
| 8ª giornata - 19 novembre 2017 Palazzetto dello Sport, Monza  | Milano             | 1 - 3 | Lube              | 20-25, 22-25, 25-20, 23-25 |
| 9ª giornata - 26 novembre 2017 PalaOlimpia, Verona            | BluVolley Verona   | 3 - 1 | Milano            | 25-23, 25-17, 19-25, 25-21 |
| 10ª giornata - 2 dicembre 2017 Palazzetto dello Sport, Monza  | Milano             | 3 - 1 | Top Volley Latina | 25-18, 25-19, 27-29, 25-18 |
| 11ª giornata - 10 dicembre 2017 PalaBanca, Piacenza           | Piacenza           | 3 - 0 | Milano            | 25-23, 25-15, 25-18        |
| 12ª giornata - 17 dicembre 2017 Palazzetto dello Sport, Monza | Milano             | 3 - 1 | Porto Robur Costa | 20-25, 25-19, 25-17, 25-21 |
| 13ª giornata - 26 dicembre 2017 PalaTrento, Trento            | Trentino           | 3 - 1 | Milano            | 19-25, 25-21, 25-14, 25-19 |

#### Girone di ritorno
| 1ª giornata - 30 dicembre 2017 PalaPolsinelli, Sora             | Argos             | 0 - 3 | Milano             | 25-27, 17-25, 20-25               |
| 2ª giornata - 4 gennaio 2018 Palazzetto dello Sport, Monza      | Milano            | 1 - 3 | Powervolley Milano | 25-14, 23-25, 21-25, 16-25        |
| 3ª giornata - 7 gennaio 2018 Palazzetto dello Sport, Monza      | Milano            | 2 - 3 | Modena             | 18-25, 25-18, 19-25, 25-22, 13-15 |
| 4ª giornata - 10 gennaio 2018 PalaValentia, Vibo Valentia       | Callipo           | 2 - 3 | Milano             | 23-25, 17-25, 25-17, 25-23, 14-16 |
| 5ª giornata - 13 gennaio 2018 Palazzetto dello Sport, Monza     | Milano            | 0 - 3 | Sir Safety Perugia | 22-25, 18-25, 20-25               |
| 6ª giornata - 21 gennaio 2018 PalaFlorio, Bari                  | New Mater         | 3 - 2 | Milano             | 25-22, 19-25, 29-27, 20-25, 15-8  |
| 7ª giornata - 4 febbraio 2018 Palazzetto dello Sport, Monza     | Milano            | 3 - 1 | Padova             | 26-28, 25-14, 25-20, 25-19        |
| 8ª giornata - 7 febbraio 2018 PalaCivitanova, Civitanova Marche | Lube              | 3 - 0 | Milano             | 25-22, 25-16, 25-18               |
| 9ª giornata - 11 febbraio 2018 Palazzetto dello Sport, Monza    | Milano            | 1 - 3 | BluVolley Verona   | 21-25, 25-16, 20-25, 23-25        |
| 10ª giornata - 18 febbraio 2018 PalaBianchini, Latina           | Top Volley Latina | 1 - 3 | Milano             | 14-25, 26-24, 20-25, 24-26        |
| 11ª giornata - 21 febbraio 2018 Palazzetto dello Sport, Monza   | Milano            | 2 - 3 | Piacenza           | 25-21, 27-25, 21-25, 20-25, 8-15  |
| 12ª giornata - 25 febbraio 2018 PalaDeAndré, Ravenna            | Porto Robur Costa | 3 - 0 | Milano             | 25-12, 25-17, 25-19               |
| 13ª giornata - 4 marzo 2018 Palazzetto dello Sport, Monza       | Milano            | 3 - 2 | Trentino           | 23-25, 25-18, 27-25, 17-25, 15-8  |

#### Play-off 5º posto
| Quarti di finale (andata) - 31 marzo 2018 Palazzetto dello Sport, Monza | Milano            | 3 - 1 | Piacenza          | 25-17, 19-25, 25-23, 27-25        |
| Quarti di finale (ritorno) - 7 aprile 2018 PalaBanca, Piacenza          | Piacenza          | 2 - 3 | Milano            | 25-15, 19-25, 21-25, 25-20, 7-15  |
| Semifinali (andata) - 15 aprile 2018 PalaBianchini, Latina              | Top Volley Latina | 2 - 3 | Milano            | 22-25, 25-19, 25-21, 20-25, 11-15 |
| Semifinali (ritorno) - 22 aprile 2018 Palazzetto dello Sport, Monza     | Milano            | 3 - 0 | Top Volley Latina | 25-22, 25-22, 25-22               |
| Finale - 29 aprile 2018 PalaSanLazzaro, Padova                          | Padova            | 2 - 3 | Milano            | 25-21, 21-25, 18-25, 25-23, 10-15 |

### Coppa Italia
| Ottavi di finale - 11 ottobre 2017 Palazzetto dello Sport, Monza | Milano   | 3 - 0 | Top Volley Latina | 25-17, 25-22, 25-22 |
| Quarti di finale - 18 ottobre 2017 PalaTrento, Trento            | Trentino | 3 - 0 | Milano            | 25-23, 25-20, 25-18 |

## Statistiche

### Statistiche di squadra
| Competizione | Punti | In casa | In casa | In casa | In trasferta | In trasferta | In trasferta | Totale | Totale | Totale |
| Competizione | Punti | G       | V       | P       | G            | V            | P            | G      | V      | P      |
| ------------ | ----- | ------- | ------- | ------- | ------------ | ------------ | ------------ | ------ | ------ | ------ |
| Superlega    | 28    | 15      | 8       | 7       | 16           | 6            | 10           | 31     | 14     | 17     |
| Coppa Italia | -     | 1       | 1       | 0       | 1            | 0            | 1            | 2      | 1      | 1      |
| Totale       | -     | 16      | 9       | 7       | 17           | 6            | 11           | 33     | 15     | 18     |

G = partite giocate; V = partite vinte; P = partite perse

### Statistiche dei giocatori
| Giocatore      | Superlega | Superlega | Superlega | Superlega | Superlega | Coppa Italia | Coppa Italia | Coppa Italia | Coppa Italia | Coppa Italia | Totale | Totale | Totale | Totale | Totale |
| Giocatore      | P         | PT        | AV        | MV        | BV        | P            | PT           | AV           | MV           | BV           | P      | PT     | AV     | MV     | BV     |
| -------------- | --------- | --------- | --------- | --------- | --------- | ------------ | ------------ | ------------ | ------------ | ------------ | ------ | ------ | ------ | ------ | ------ |
| M. Arasomwan   | 1         | 0         | 0         | 0         | 0         | 0            | 0            | 0            | 0            | 0            | 1      | 0      | 0      | 0      | 0      |
| R. Barone      | 22        | 91        | 57        | 28        | 6         | -            | -            | -            | -            | -            | 22     | 91     | 57     | 28     | 6      |
| T. Beretta     | 31        | 189       | 113       | 65        | 11        | 2            | 14           | 10           | 3            | 1            | 33     | 203    | 123    | 68     | 12     |
| I. Botto       | 24        | 169       | 150       | 12        | 7         | 1            | 11           | 10           | 1            | 0            | 25     | 180    | 160    | 13     | 7      |
| D. Brunetti    | 17        | 0         | 0         | 0         | 0         | 1            | 0            | 0            | 0            | 0            | 18     | 0      | 0      | 0      | 0      |
| S. Buti        | 21        | 117       | 85        | 22        | 10        | 2            | 10           | 7            | 3            | 0            | 23     | 127    | 92     | 25     | 10     |
| D. Džavoronok  | 31        | 436       | 366       | 27        | 43        | 2            | 19           | 16           | 2            | 1            | 33     | 445    | 382    | 29     | 44     |
| M. Finger      | 28        | 307       | 265       | 26        | 16        | 2            | 27           | 23           | 4            | 0            | 30     | 334    | 288    | 30     | 16     |
| S. Hirsch      | 26        | 174       | 132       | 21        | 21        | 2            | 3            | 1            | 2            | 0            | 28     | 177    | 133    | 23     | 21     |
| J. Langlois    | 22        | 34        | 28        | 1         | 5         | 2            | 2            | 2            | 0            | 0            | 24     | 36     | 30     | 1      | 5      |
| F. Mazza       | 0         | 0         | 0         | 0         | 0         | -            | -            | -            | -            | -            | 0      | 0      | 0      | 0      | 0      |
| O. Plotnyc'kyj | 23        | 257       | 201       | 20        | 36        | -            | -            | -            | -            | -            | 23     | 257    | 201    | 20     | 36     |
| M. Rizzo       | 31        | 0         | 0         | 0         | 0         | 2            | 0            | 0            | 0            | 0            | 33     | 0      | 0      | 0      | 0      |
| K. Shoji       | 31        | 68        | 21        | 17        | 30        | 2            | 4            | 2            | 1            | 1            | 33     | 72     | 23     | 18     | 31     |
| J. Terpin      | 17        | 20        | 20        | 0         | 0         | 1            | 2            | 1            | 0            | 1            | 18     | 22     | 21     | 0      | 1      |
| B. Walsh       | 29        | 20        | 6         | 13        | 1         | 2            | 0            | 0            | 0            | 0            | 31     | 20     | 6      | 13     | 1      |

P = presenze; PT = punti totali; AV = attacchi vincenti; MV = muri vincenti; BV = battute vincenti